# Novoměstská jezuitská kolej
Novoměstská jezuitská kolej při kostele svatého Ignáce z Loyoly je rozlehlá barokně-klasicistní budova čp.504/II na jihovýchodní straně Karlova náměstí  až na nároží ulice U nemocnice, na Novém Městě v Praze 2. Někdejší novoměstská kolej řádu jezuitů je v současné době je využívána jako součást pražské Všeobecné fakultní nemocnice.

## Popis
Jedná se původně o dvoupatrovou barokní stavbu. Západní průčelí koleje má délku 200 metrů (bez kostela) a je svou rozlohou nejrozsáhlejší barokní stavbou pražského Nového Města a současně třetí největší jezuitskou stavbou v Evropě.

## Historie
Záměr vybudovat jezuitskou kolej se souhlasem císaře Ferdinanda II. vznikl již v roce 1624 a místo bylo vybráno v blízkosti kaple Božího těla na tehdejším Dobytčím trhu (Karlovo náměstí), kterou jezuité spravovali od roku 1622. Zpočátku chtěl řád vybudovat svůj klášter na Koňském trhu (Václavské náměstí), záměr však nebyl realizován.
Samotná výstavba koleje byla z důvodu probíhajících nepokojů třicetileté války realizována až v letech 1658–1702 na místě starších 23 domů, které musely být zbořeny. Autorem návrhu byl architekt Carlo Lurago a stavbu realizoval společně s dalšími mistry, staviteli Martinem Reinerem a Pavlem Ignácem Bayerem pro Tovaryšstvo Ježíšovo. V letech 1665-1678 vznikl na severní straně objektu klášterní kostel sv. Ignáce z Loyoly, autorem byl rovněž Carlo Lurago, stavbu uzavřel  přístavbou západního portiku se schodištěm Pavel Ignác Bayer podle svého projektu z roku 1699. Na jižní straně přiléhala, kaple sv. Františka Xaverského, jako organická součást koleje. 
V době okolo roku 1760 byla v další stavební fázi podle projektu architekta Jana Josefa Wircha přistavěna západní část až ke kostelu svatého Ignáce a doplněny portály s alegorickými sochami věd a umění.
Novoměstská jezuitská kolej sloužila svému účelu do roku 1773, kdy byla po zrušení jezuitského řádu převedena na zvláštní fond, po té zde byla kasárna grenadýrů  a z nich později  upravena na vojenskou, tzv. divizní nemocnici. Kostel sv. Ignáce se stal farním a později byl vrácen jezuitskému řádu. V 19. století klasicistně upravena. Klášterní zahrady, které zaujímaly celý blok až k Lípové ulici, byly později rozparcelovány a zastavěny, vznikla v nich ulice Salmovská a nový blok.

## 20. století
V roce 1945 byl objekt poškozen při bombardování Prahy spojeneckými letadly 14. února, přes značné škody byl objekt počátkem 50. let opraven. V současné době je součástí Všeobecné fakultní nemocnice. Od května 1958 zapsáno na seznam kulturních památek v komplexu několika budov, který zahrnuje i kostel svatého Ignáce z Loyoly.

## Současnost
V současné době je bývalá kolej využívána jako součást pražské Všeobecné fakultní nemocnice, konkrétně zde sídlí III. interní klinika (Klinika endokrinologie a metabolismu) a v později přistavěném bočním křídle, tzv. rotě, po rekonstrukci v 70. letech 20. století Ústav hematologie a krevní transfuze s ústavní knihovnou.

## Galerie

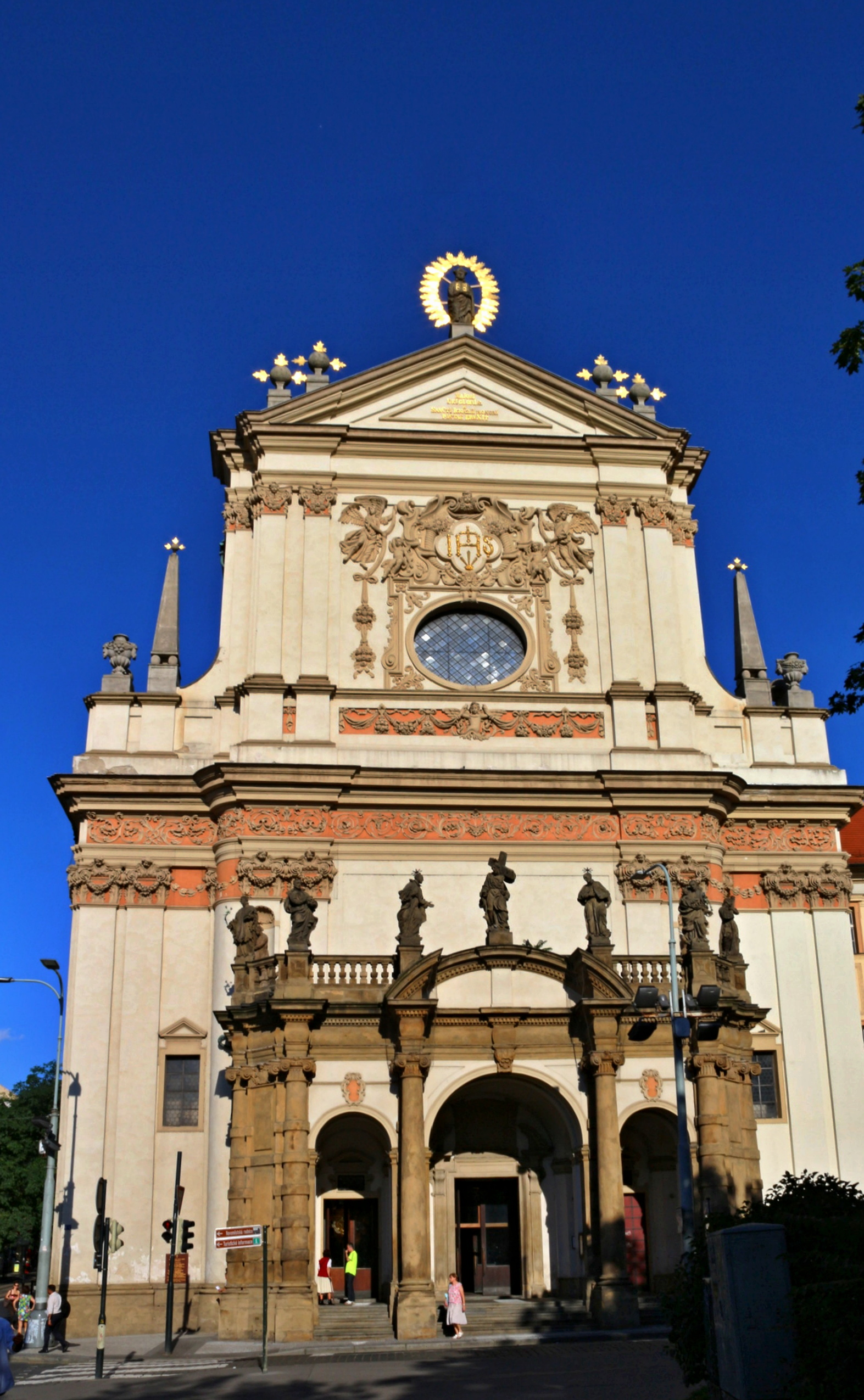
Portál kostela sv. Ignáce
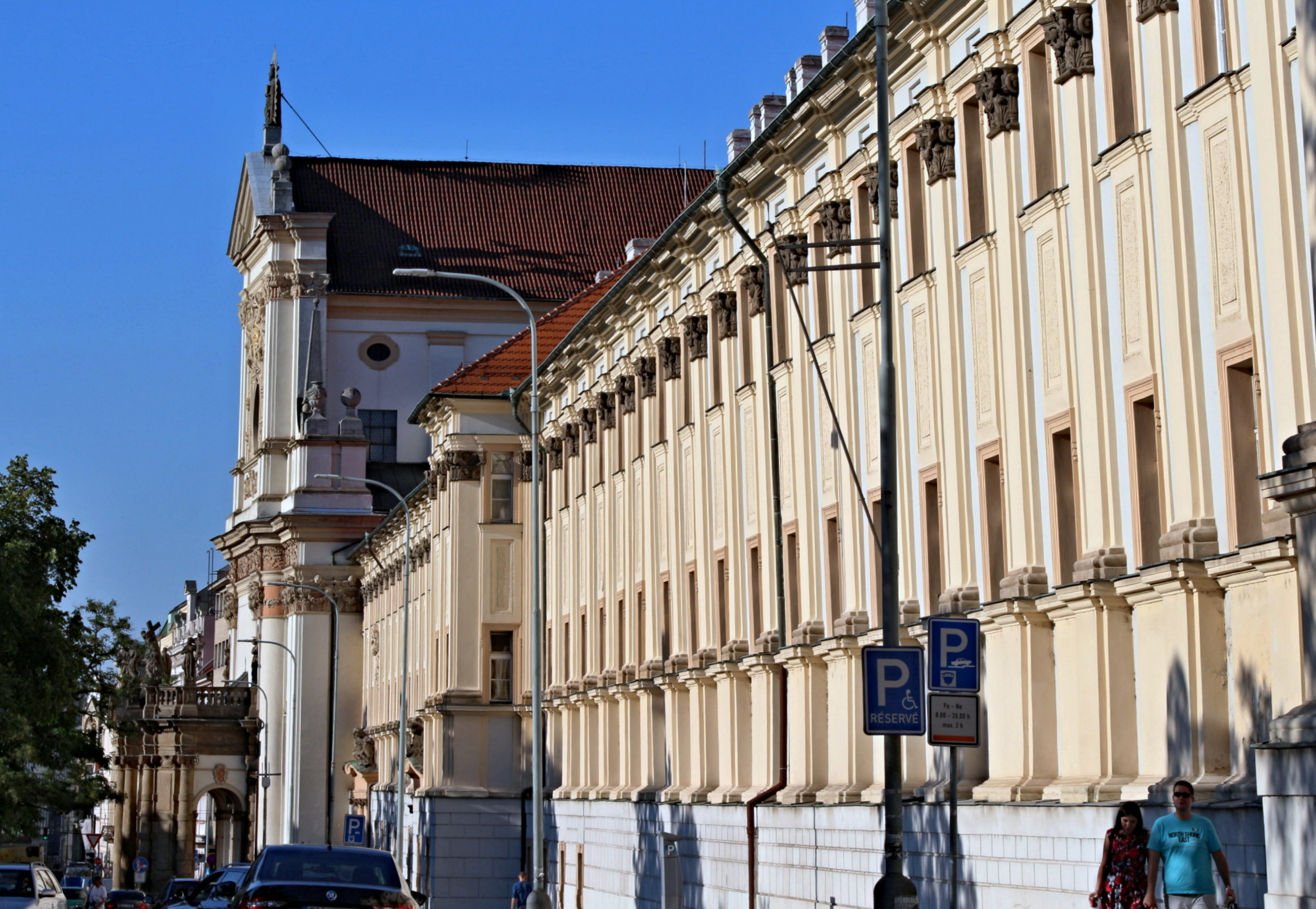
Celkový pohled na západní průčelí koleje, v pozadí je kostel sv. Ignáce z Loyoly
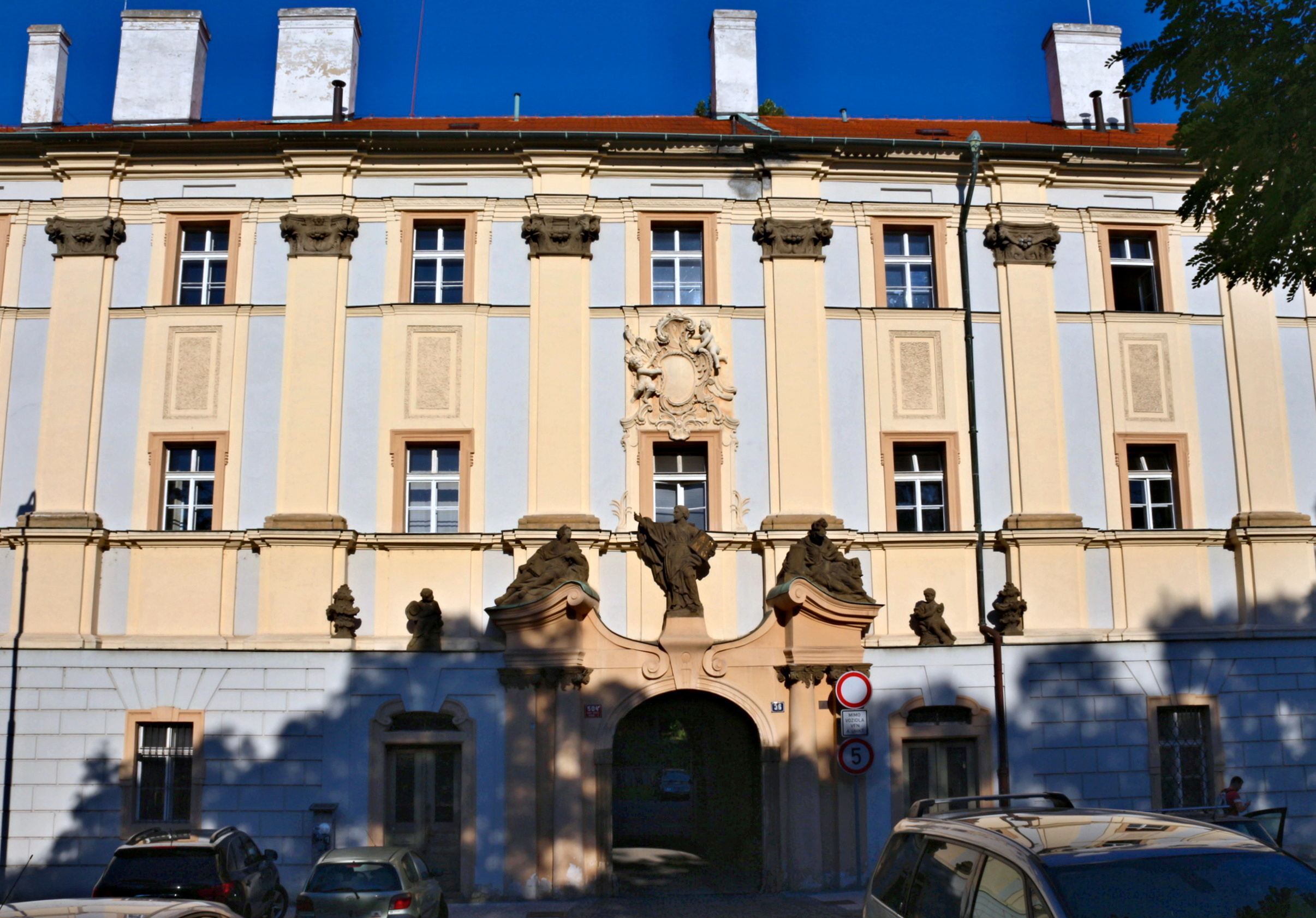
Západní průčelí koleje
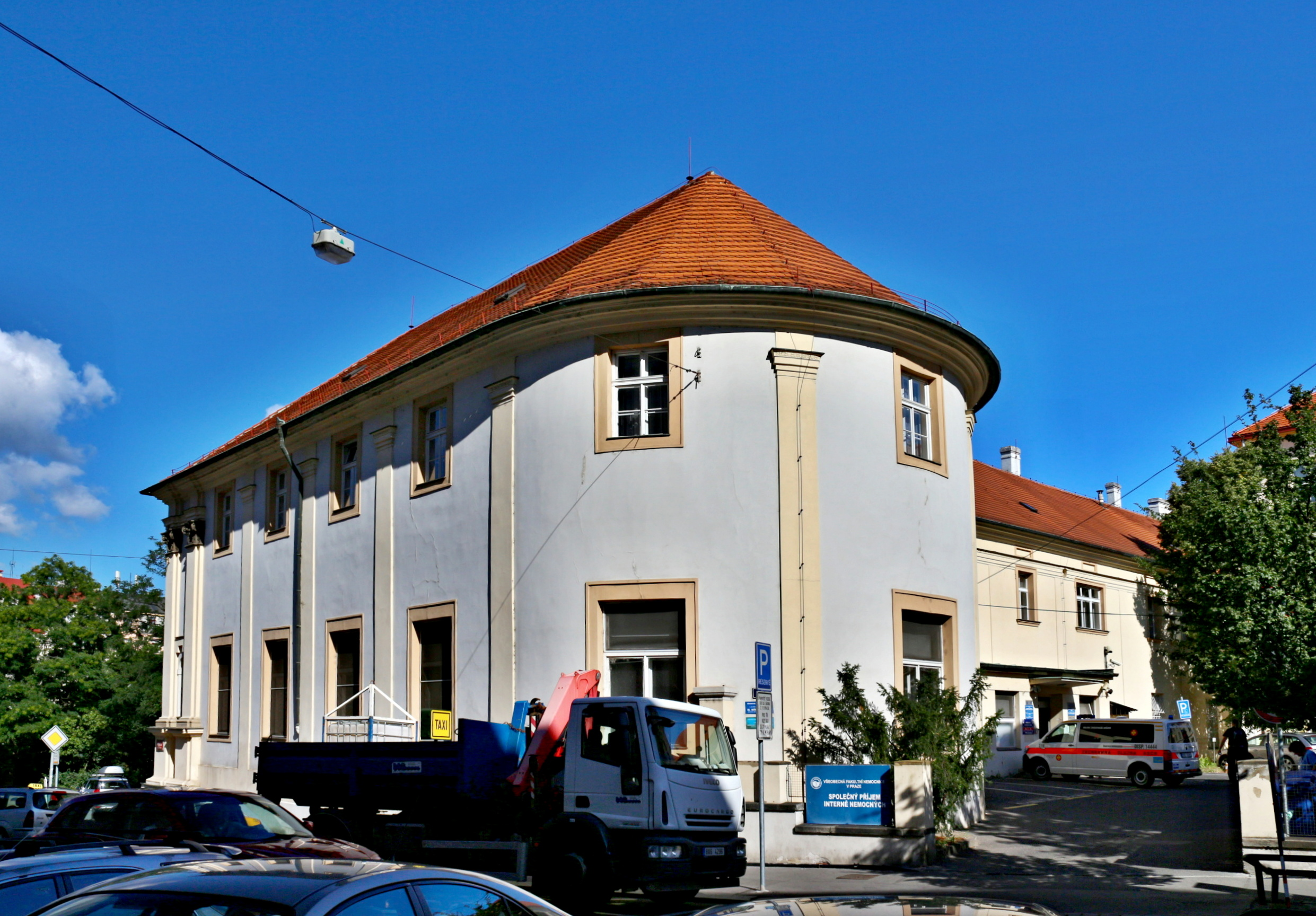
Kaple sv. Františka Xaverského na jižní straně
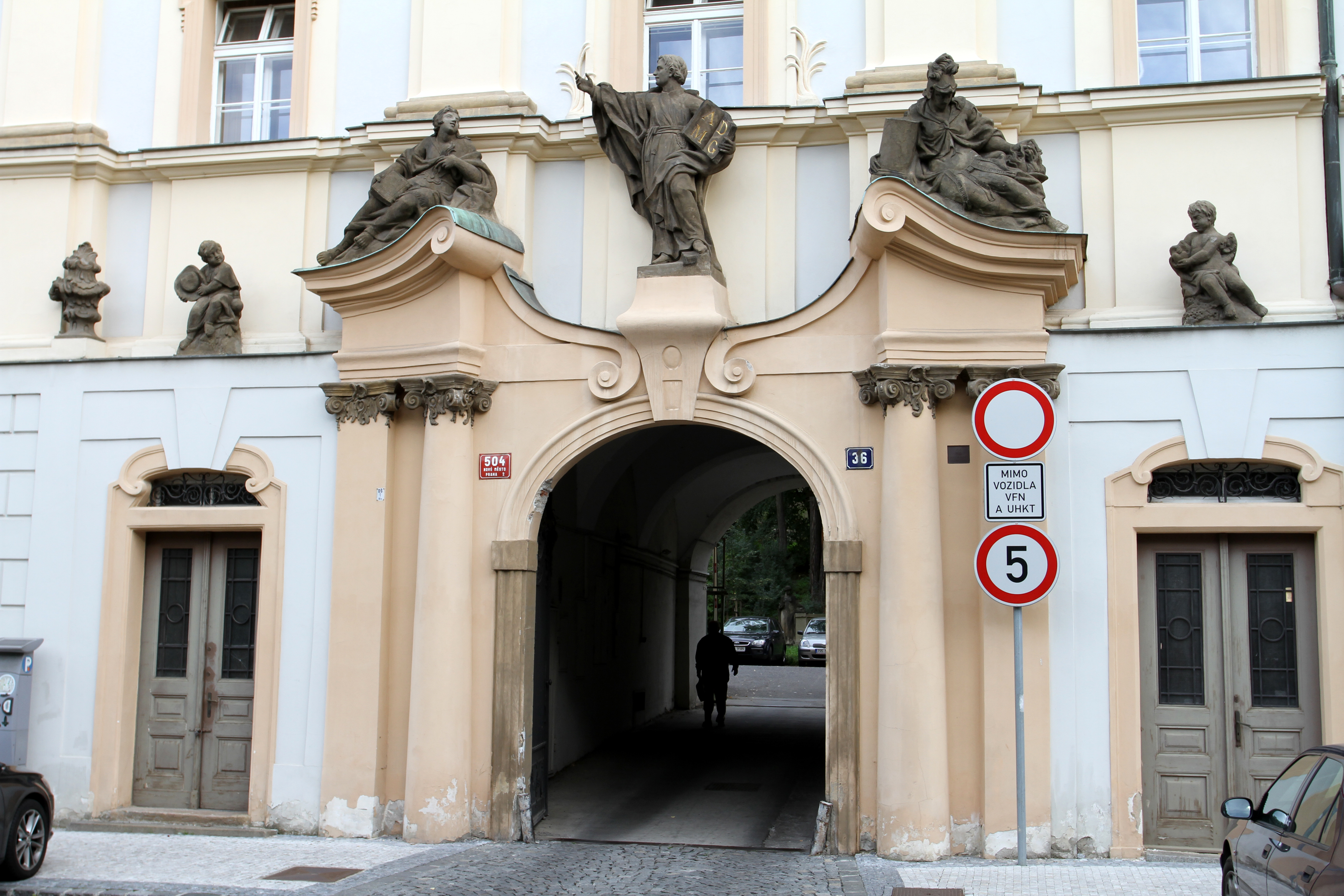
Portál
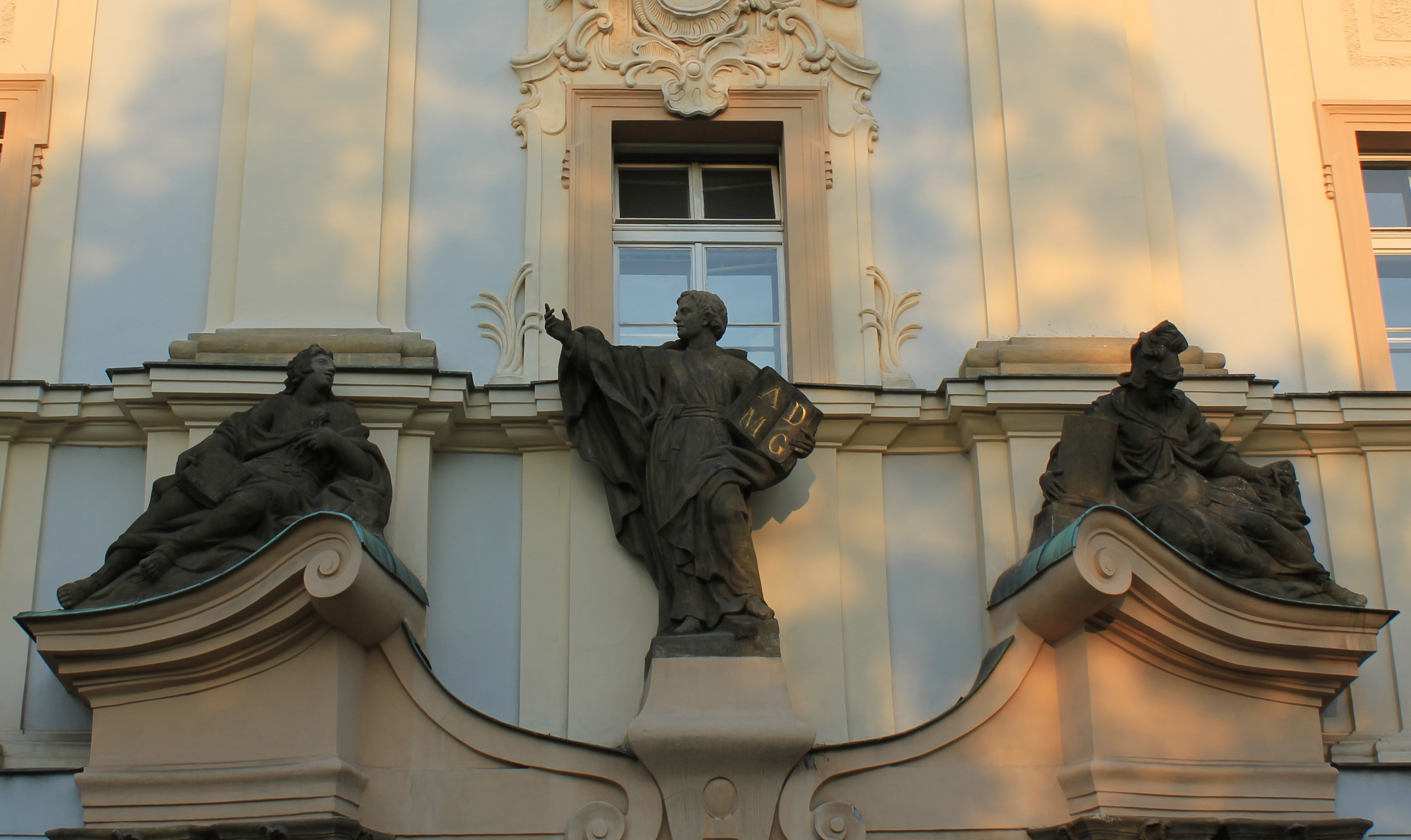
Sochy na portálu